# Joe Foss
Pour les articles homonymes, voir Foss.
Joseph Jacob « Joe » Foss est un as de la Seconde Guerre mondiale et un homme politique américain né le 17 avril 1915 à Sioux Falls et mort le 1er janvier 2003 à Scottsdale.

## Biographie
Pendant la guerre, il reçoit la Medal of Honor en reconnaissance de son rôle dans la bataille de Guadalcanal.
Il est le 20e gouverneur du Dakota du Sud de 1955 à 1959.
Foss est également président de la National Rifle Association (NRA) de 1988 à 1990 et le premier commissaire de l'American Football League (AFL).
Il est inhumé au cimetière national d'Arlington.

## Distinctions
- Medal of Honor (États-Unis)